# Philippe Troussier
Philippe Troussier (født 21. marts 1955) er en fransk fodboldspiller. Han var i perioden 1998-2002 træner for Japans fodboldlandshold.